# Comté de River Cess
Le comté de River Cess ou Rivercess est l’un des 15 comtés du Liberia. Sa capitale est Cesstos City.

## Géographie
Le comté est situé au centre du pays et présente une façade océanique avec l'Atlantique au sud.

## Districts
Le comté est constitué de 6 districts :
- District de Bearwor
- District de Central RiverCess
- District de Doedain
- District de Fen River
- District de Jo River
- District de Norwein
- District de Sam Gbalor
- District de Zartlahn

Auparavant, il était divisé en 2 districts :
- District de Morweh
- District de Timbo